# Agrotis putativa
Agrotis putativa är en fjärilsart som beskrevs av Emilio Berio 1941. Agrotis putativa ingår i släktet Agrotis och familjen nattflyn. Inga underarter finns listade i Catalogue of Life.